# Taterillus gracilis
Taterillus gracilis — вид гризунів, поширених у Буркіна-Фасо, Чаді, Гамбії, Гані, Гвінеї, Кот-д'Івуарі, Малі, Нігері, Нігерії, Сенегалі, Того та, можливо, Камеруні. Його природні середовища існування — сухі савани, орні землі, пасовища та сільські сади. Це звичайний вид, який іноді вважається сільськогосподарським шкідником, і Міжнародний союз охорони природи оцінив його природоохоронний статус як «найменше занепокоєний».

## Опис
Taterillus gracilis — піщанка від малого до середнього розміру з довжиною голови й тіла в середньому 115 мм і хвоста — 156 мм. Морда загострена і часто має темні плями, щоки білі, над очима і позаду є білі плями. Очі великі, а вуха довгі. Верхня частина тіла жовтувато-коричнева або червонувато-коричнева, окремі волоски мають сірі стрижні, а кінчики золотисто-жовті або оранжево-коричневі. Нижня частина тіла білувата, волоски сірі біля основи та білі біля кінчика. Дві зони кольору чітко виділені на боках. Хвіст укритий коротким волоссям і має густий темний кінчик.

## Поширення і середовище проживання
Taterillus gracilis широко розповсюджений в Африці на південь від пустелі Сахара. Його ареал простягається від Сенегалу на заході до Нігерії та західного Чаду. Його типове середовище існування — сухі лісисті савани й чагарники, де річна кількість опадів становить щонайменше 400 мм. Він цінує ґрунти, багаті глиною, і часто зустрічається в місцях, де ростуть дерева та кущі родини Combretaceae.

## Екологія
Taterillus gracilis веде нічний спосіб життя. Він вириває просту, нерозгалужену і досить вертикальну нору. Це всеїдна тварина, яка харчується переважно насінням, листям і стеблами, але також споживає комах, особливо в сухий сезон. У цю пору року він використовує тілесні запаси жиру, накопичені протягом вологого сезону.